# Ryegate (Montana)
Ryegate – miasto w Stanach Zjednoczonych, w stanie Montana, siedziba administracyjna hrabstwa Golden Valley.